# Fantasia-Klasse
Die Fantasia-Klasse ist eine Baureihe von Post-Panamax-Kreuzfahrtschiffen, die von der Reederei MSC Crociere S.A. betrieben werden und auf der französischen Werft STX France Cruise SA (früher: Chantiers de l’Atlantique) in Saint-Nazaire entstanden. Mit einer Vermessung von rund 140.000 BRZ gehört die Fantasia-Klasse zu den größten Kreuzfahrtschiff-Bauklassen der Welt und wurde während des Bauzeitraums nur von den Schiffen der Freedom- (ca. 155.000 BRZ), und der Oasis-Klasse (ca. 225.000 BRZ) sowie der Queen Mary 2 und der Norwegian Epic übertroffen.

## Geschichte
Die Kiellegung des Typschiffes mit der Baunummer A33 fand am 11. April 2007 auf der Werft STX France Cruise SA in Saint-Nazaire statt. Der technische Stapellauf des Neubaus – das Aufschwimmen im Baudock – erfolgte am 14. Februar 2008. Nach dem Abschluss der Erprobungsfahrten Ende Oktober 2008 wurde die MSC Fantasia am 10. Dezember 2008 als neues Flaggschiff der Reederei in Saint-Nazaire an den Eigner übergeben.
Noch bevor am 12. April 2007 – zeitgleich mit der Kiellegung des Typschiffs – bereits die erste Stahlplatte für das zweite Schiff geschnitten wurde, gab MSC Crociere bekannt, den Namen des Neubaus von MSC Serenata in MSC Splendida zu ändern. Als Grund wurde die enthusiastische Reaktion von Raphaela Aponte, Ehefrau des Reeders Gianluigi Aponte, bei der Sichtung der Baupläne genannt. Das Aufschwimmen und Ausdocken der MSC Splendida erfolgte am 20. Juli 2008. Ein knappes Jahr später war das Schiff fertiggestellt.
Anfang März 2010 unterzeichneten MSC Crociere und STX France einen Vorvertrag über den Bau eines weiteren Kreuzfahrtschiffes, das ursprünglich den Namen MSC Favolosa erhalten sollte. Da die Reederei Costa Crociere diesen Namen bereits für die im Juli 2011 fertiggestellte Costa Favolosa vergeben hatte, wurde beschlossen, das neue Schiff auf den Namen MSC Fantastica zu taufen. Im Rahmen der traditionellen Münz-Zeremonie auf der Bauwerft Anfang November 2010 wurde – nachdem der Name zum dritten Mal geändert wurde – der endgültige Name MSC Divina bekannt gegeben. Nach der Ablieferung wird das Schiff am 26. Mai 2012 in Marseille in Dienst gestellt. Gegenüber den beiden Schwesterschiffen wurden die Passagierkapazität erhöht und die Ausstattung erweitert.
Das vierte Schiff der Fantasia-Klasse war ursprünglich von der libyschen Staatsreederei GNMTC (General National Maritime Transport Company) unter dem Arbeitsnamen "Phoenicia" Anfang Juli 2010 in Auftrag gegeben worden und sollte Ende 2012 in Dienst gestellt werden. Durch die politischen Unruhen in Libyen im Frühjahr 2011 konnte GNMTC die Zahlungsverpflichtungen nicht mehr einhalten, woraufhin STX France den Bauvertrag im Juni 2011 auflöste. Nach Verhandlungen mit der Werft gab MSC Crociere im März 2012 bekannt, das Schiff zu übernehmen und im März 2013 unter dem Namen MSC Preziosa in Dienst zu stellen.

## Maschinenanlage und Antrieb
Die Schiffe der Fantasia-Klasse sind mit dieselelektrischen Maschinenanlagen ausgerüstet, die sowohl elektrische Energie als auch Prozesswärme erzeugen. Sie bestehen aus fünf Dieselgeneratorsätzen. Bei den Dieselmotoren handelt es sich um mittelschnell laufende 4-Takt-V-Motoren des Typs Wärtsilä 46. Die beiden 16-Zylinder- und die drei 12-Zylinder-Motoren entwickeln bei einer Drehzahl von 514/min eine Zylinderleistung von 1.050 kW. Jeder Motor ist an einen Drehstromgenerator gekoppelt, der in das Hochspannungs-Bordnetz (3-Phasen-Wechselstrom, 11 kV, 60 Hz) einspeist.
Der Antrieb der beiden 5-Blatt-Festpropeller erfolgt über die im Rumpf eingebauten bürstenlosen Drehstrom-Propellermotoren und Wellenanlagen. Bei einer Nenndrehzahl von 130/min beträgt die Leistung jeweils 20,2 MW. Durch den Einsatz einer neuen Motorengeneration bei der "MSC Divina" konnte die Leistung der Propellerantriebe auf je 21,8 MW bei 143/min gesteigert werden.
Um das Manövrieren bei niedrigen Geschwindigkeiten und in Häfen zu unterstützen, sind die Schiffe der Fantasia-Klasse mit drei Bugstrahl- und zwei Heckstrahlanlagen ausgerüstet, wobei die "MSC Divina" über vier Querstrahlanlagen im Bug verfügt.

## Ausstattung
Bis auf die "MSC Divina" sind die Schiffe der Fantasia-Klasse nahezu identisch und bieten auf 14 öffentlich zugänglichen Decks Kabinenplätze für 3.274 bis 3.502 ("MSC Divina") Passagiere, wodurch sich ein Raumverhältnis zwischen 42 und 39,8 BRZ/Passagier ergibt. Bei maximaler Belegung können über 4.000 Passagiere aufgenommen werden. Der Anteil an Außenkabinen liegt bei etwa 82 Prozent. Bei der "MSC Divina" beträgt der Anteil etwa 76 Prozent. Über 40 Kabinen unterschiedlicher Kategorien sind barrierefrei angelegt.
Die Ausstattung der Schiffe umfasst neben diversen themenorientieren Bars fünf Restaurants, von denen das auf zwei Decks untergebrachte Hauptrestaurant auf einer Fläche von knapp 2.000 Quadratmetern Platz für über 1.100 Passagiere bietet. Der Theatersaal erstreckt sich über drei Decks im vorderen Bereich des Schiffsrumpfs. Er ist mit modernster Bühnentechnik ausgestattet und verfügt über mehr als 1.600 Sitzplätze.
Auf den oberen Freidecks befinden sich fünf Schwimmbecken, von denen eines mit einer beweglichen Dachkonstruktion abgedeckt werden kann. Darüber hinaus sind 12 Whirlpools vorhanden.
Die Besonderheit der Fantasia-Klasse ist ein separat gelegener Bereich im vorderen Teil der oberen Decks, der von der Reederei als "MSC Yacht Club" vermarktet wird. Er zeichnet sich durch besonderen Service und hochwertige Ausstattung aus.

## Übersicht
| Name          | Baunummer | IMO     | Ablieferung | Vermessung  | Eigner                         | Status/Verbleib |
| ------------- | --------- | ------- | ----------- | ----------- | ------------------------------ | --------------- |
| MSC Fantasia  | A33       | 9359791 | Dez. 2008   | 137.936 BRZ | Fantasia Bail SNC              | in Dienst       |
| MSC Splendida | B33       | 9359806 | Juni 2009   | 137.936 BRZ | Splendida Bail SNC             | in Dienst       |
| MSC Divina    | U32       | 9585285 | Mai 2012    | 139.072 BRZ | Compania Naviera Meraviglia SA | in Dienst       |
| MSC Preziosa  | X32       | 9595321 | März 2013   | 139.072 BRZ |                                | in Dienst       |

## Galerie

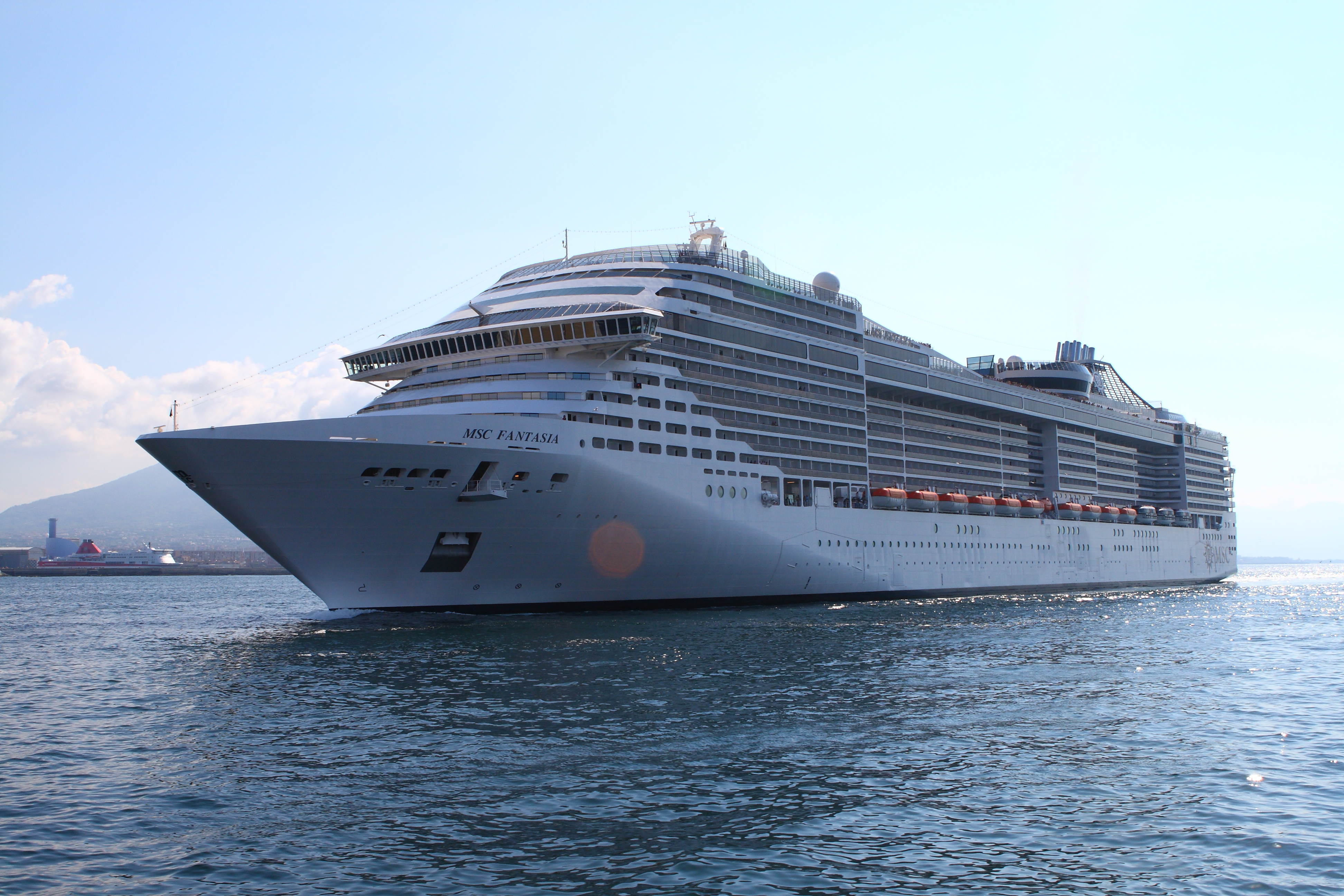
Die MSC Fantasia
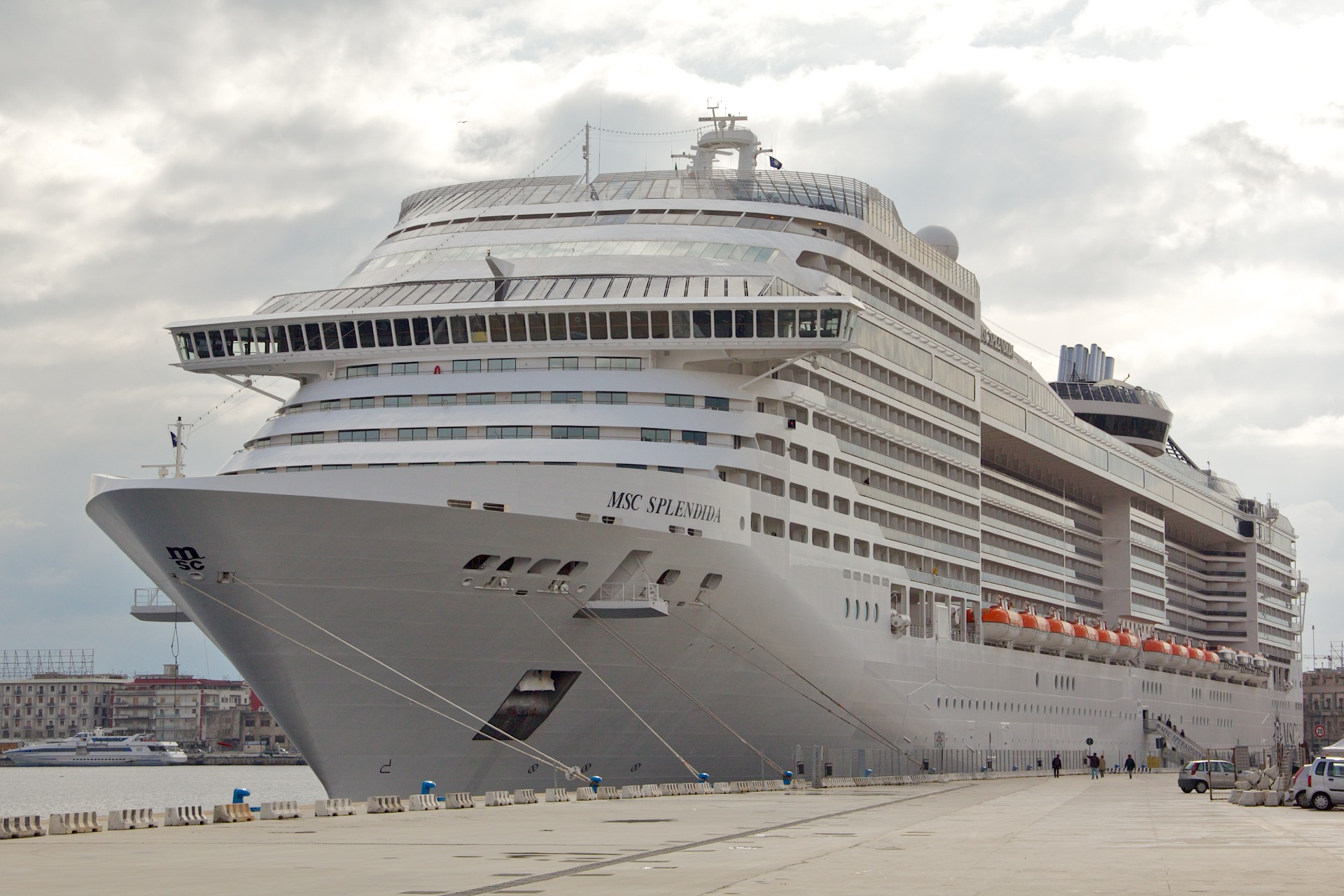
Die MSC Splendida
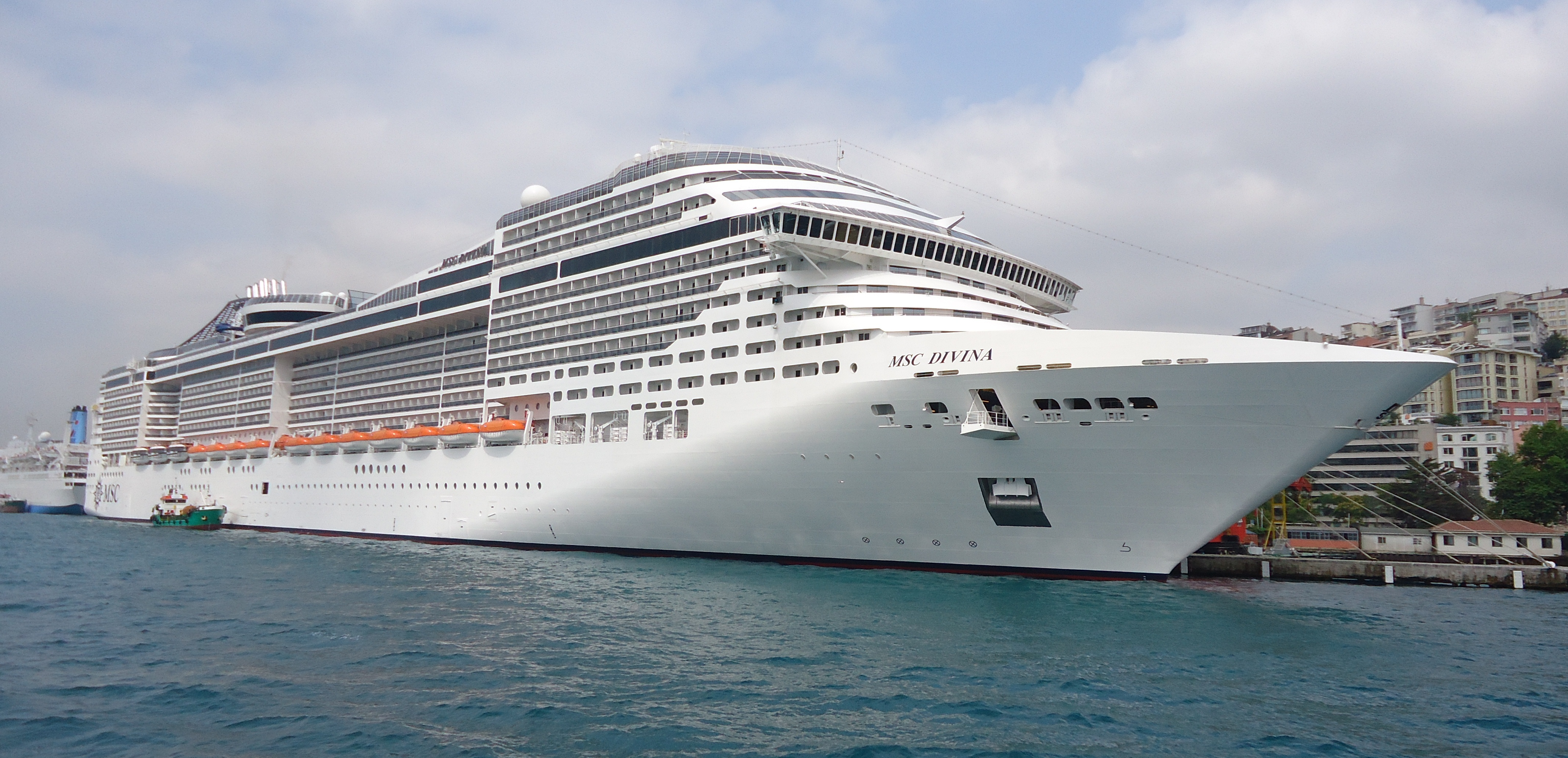
Die MSC Divina
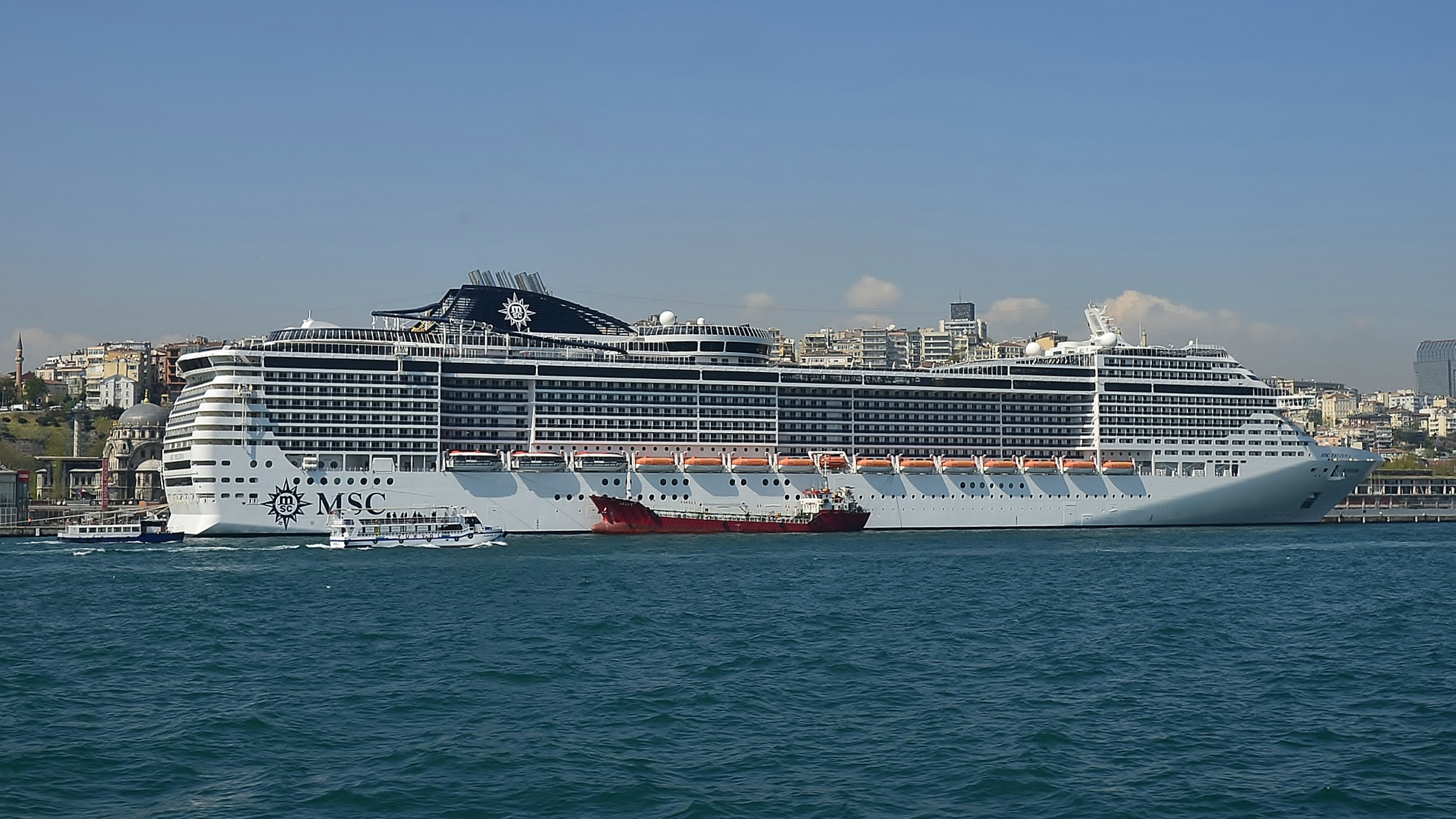
Die MSC Preziosa